# Santiago de las Vegas
Santiago de Compostela de las Vegas o simplemente Santiago de las Vegas es una ciudad de Cuba que pertenece al municipio de Boyeros, en la provincia de La Habana. 
La ciudad se encuentra a unos 19 kilómetros al sur de La Habana y en ella el gobierno cubano mantiene una estación agrícola experimental (Instituto de Investigaciones Fundamentales en Agricultura Tropical “Alejandro de Humboldt” (INIFAT)), en la que trabajó a principios de '900, Mario Calvino, padre del célebre escritor italiano Italo Calvino, nacido en Santiago en 1923. Además posee una importante estación meteorológica.

## Historia
En 1683 algunos campesinos que cultivaban tabaco se asentaron en las tierras realengas colindantes de los corrales de Zócalo Hondo, Managua, Bejucal y La Chorrera, por lo que el obispo Compostela decidió construir una ermita dedicada a Santiago Apóstol para satisfacer sus necesidades espirituales. 
Las primeras viviendas empezaron a construirse en 1688 y la iglesia dedicada a Santiago empezó a edificarse en 1694. Finalmente fue reconocida como villa el 18 de junio de 1725 y se le asignó una demarcación jurisdiccional. 
También era el punto de paso y descanso de las carretas que hacían el viaje entre la ubicación original de San Cristóbal de La Habana en el golfo de Batabanó y el puerto de Carenas (bahía de La Habana) sitio actual de la ciudad.
En 1824 fue declarada "ciudad" y se le permitió erigir una estatua al monarca Fernando VII de España, que fue levantada en la plaza del Recreo. En 1836 se creó la tenencia de gobierno, que pasó a Bejucal en 1840 para volver a Santiago en 1845. En 1911 se construyó la Casa Consistorial.
Santiago de las Vegas perdió su condición de municipio en 1976 cuando se creó una nueva división político-administrativa. A partir de entonces Santiago de las Vegas es parte del municipio de Boyeros. Santiago de las Vegas es la primera ciudad de Cuba que tuvo un equipo de hockey hierba, el Centro Nacional de Hockey "Antonio Maceo".

## Economía
Una de las principales industrias de la ciudad es la metalurgia, al poseer una fundición de aluminio; también se encuentra el CENPALAB, Centro Nacional de Producción de Animales de Laboratorio, LABIOFAM que es el laboratorio de medicina veterinaria más importante en la ciudad y al mismo tiempo es un centro de inventigaciones, cuya empresa en consorcio con el gobierno cubano está registrada en Canadá; posee también talleres textiles para la elaboración de telas, talleres de talabartería, la ganadería, la agricultura y el transporte. Santiago se encuentra entre la creciente área metropolitana de La Habana y la región rural al sur y al suroeste de la provincia de La Habana, sirviendo de nudo de comunicaciones entre ambas regiones. Su estación de autobuses era una rama de la Estación Nacional de Autobuses de La Habana.
Santiago de las Vegas dispone de dos de los centros médicos más importantes de Cuba: Centro de Atención Integral a Personas con VIH/Sida y el Leprosorio de El Rincón, lugar al que cada 17 de diciembre grandes multitudes de fieles llegan en peregrinación para ofrecer respetos, agradecimientos, ofrendas y sacrificios a "San Lázaro"(Lázaro de los afligidos) . Ambas instituciones son importantes puntos de referencia de la ciudad.
Santiago fue una de las principales zonas tabacaleras del país para pasar a ser una zona de producción de caña de azúcar, para finalmente acabar introduciendo también el ganado vacuno. Además de la agricultura, Santiago fue una importante ciudad industrial en la que se desarrollaron numerosas fábricas de pinturas, productos químicos, siderurgia, textiles y calzado.
La ciudad cuenta con el Instituto de Investigaciones Fundamentales en Agricultura Tropical Alejandro de Humboldt (INIFAT), anteriormente la Estación Experimental Agronómica de Santiago de las Vegas (EEASV), fundado en 1904, donde se trabaja para el desarrollo del cultivo del trigo en la isla y que fue la primera estación de este tipo de América Latina.

### Turismo
La construcción del Aeropuerto Internacional José Martí de La Habana ha provocado un importante desarrollo de la industria turística de la ciudad. Santiago de las Vegas tiene varios puntos de interés tanto históricos, naturales, culturales o religiosos. Estas nuevas oportunidades han aumentado el bienestar entre la población de la ciudad y alrededores, permitiendo la construcción de hoteles, restaurantes y otras infraestructuras y la creación de nuevos puestos de trabajo.